# Europa-Parlamentsvalget 2014 i Ungarn
Europa-parlamentsvalget i Ungarn 2014 blev afholdt 25. maj 2014. Der blev valgt 21 mandater til Europa-parlamentet.

## Valgresultater
| Partier                                                                     | Europa-parti                                     | Mandater |
| --------------------------------------------------------------------------- | ------------------------------------------------ | -------- |
| Fidesz – Magyar Polgári Szövetség/Kereszténydemokrata Néppárt (Fidesz/KDNP) | Det Europæiske Folkeparti                        | 12       |
| Magyar Szocialista Párt (MSZP)                                              | De Europæiske Socialdemokrater                   | 2        |
| Jobbik Magyarországért Mozgalom (Jobbik)                                    | Alliancen for den Europæiske nationale Bevægelse | 3        |
| Lehet Más a Politika (LMP)                                                  | De Europæiske Grønne                             | 1        |
| Demokratikus Koalíció (DK)                                                  | -                                                | 2        |
| Együtt 2014 Párt & Párbeszéd Magyarországért Párt                           | -                                                | 1        |

Valgdeltagelsen lå på 27,64 %.